# 以斯拉

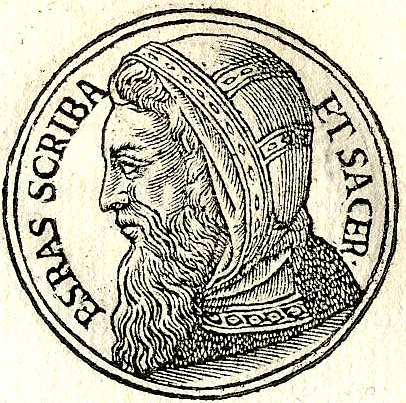
以斯拉

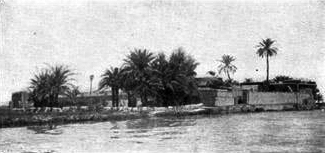
巴士拉附近的以斯拉墓

以斯拉（希伯來語：עזרא，Ezra，約前480年–前440年）天主教譯為厄斯德拉，意为耶和华帮助），又稱文士以斯拉／厄斯德拉經師（希伯來語：עזרא הסופר，Ezra ha-Sofer），祭司（司祭）后裔，是希伯来圣经的一个重要人物。
以斯拉记描述他如何领导大约1500名犹太流亡者從巴比伦回到家乡耶路撒冷的事件（公元前458年），在那里他执行对摩西五经的遵守，并且净化异族通婚的社会。
在 Chazal 文献中将以斯拉称为“文士以斯拉”，是犹太教中一个德高望重的人物。